# Centrale géothermique de Cerro Prieto
La centrale géothermique de Cerro Prieto est une centrale géothermique située au sud de Mexicali dans l'état de la Basse-Californie au Mexique. C'est la plus importante centrale géothermique au monde en termes de capacité électrique. 